# Werner Lueben
Werner Lueben, nemški general in pravnik, * 23. marec 1894, Breslau, † 28. julij 1944, Torgau.